# Levino Lemnio

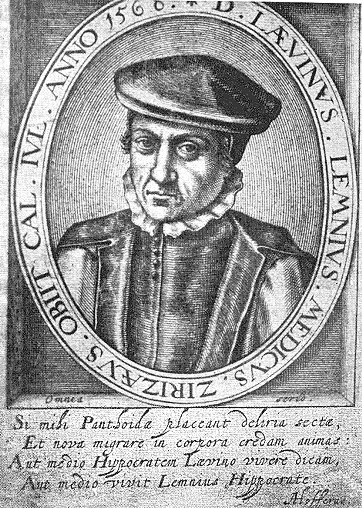
Levino Lemnio

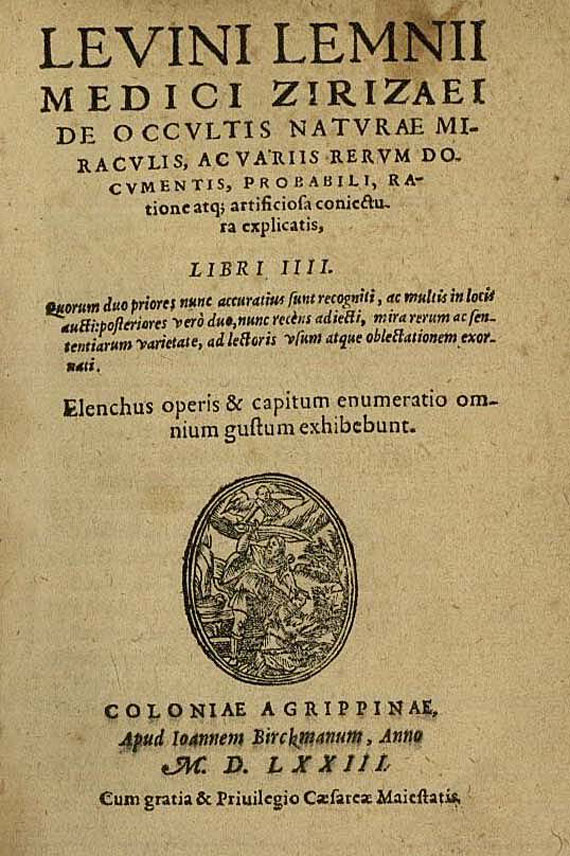
Portada de la edición de 1573 de De occultis naturae miraculis (Colonia).

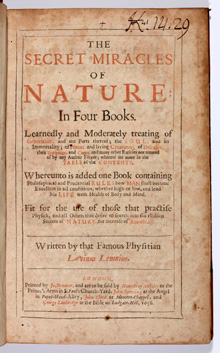
Los milagros secretos de la naturaleza, portada de 1658 de la edición publicada por John Streater.

Levino Lemnio (en latín: Levinus Lemnius) (20 de mayo de 1505 en Zierikzee – 1 de julio de 1568 en Zierikzee) fue un médico y autor holandés.

## Vida
Lemnio estudió medicina en la Universidad de Lovaina, con Rembert Dodoens y Konrad Gesner; y bajo Vesalio en Padua. También viajó a Suiza e Inglaterra. Tras la muerte de su esposa, se convirtió en sacerdote.
Su Occulta naturae miracula, un libro de secretos, es su obra más conocida. Tuvo muchas ediciones y fue ampliamente traducido del latín. Se basó en fuentes clásicas, particularmente en Aristóteles. Lemnio también fue influenciado por la doctrina de "aires, aguas, lugares" del Corpus hipocrático. La obra intentó reconciliar la filosofía natural tal como se encuentra en las fuentes clásicas con la doctrina cristiana, particularmente sobre la generación y la reproducción, al tiempo que enfatizaba aspectos extraordinarios. Su teoría humoral era compleja: la flema se dividía en cuatro y los demás humores también se subdividían.
A Lemnio se le atribuye la primera mención en este trabajo de la tinción de hueso, con raíz de rubia. En la misma obra dio crédito a la teoría de la impresión materna; su teoría de la teratología conecta la teoría aristotélica de la generación con los defectos de nacimiento. Contribuyó a la demonología, con Johann Weyer, sugiriendo que las enfermedades y perturbaciones mentales podrían tener una causa física, en lugar de ser el resultado de una influencia externa. También le dio crédito a Salomón por la invención de la brújula magnética.
Esta obra, en cierta forma, tuvo una vida útil de casi cuatro siglos. Posteriormente se combinó con un manual alemán sobre partería de Jakob Rüff, para crear La obra maestra de Aristóteles, una obra del siglo XVII en inglés, dedicada a consejos sobre sexo y reproducción, y de la cual todavía se vendían ediciones posteriores en la década de 1930.